# 杉並区役所

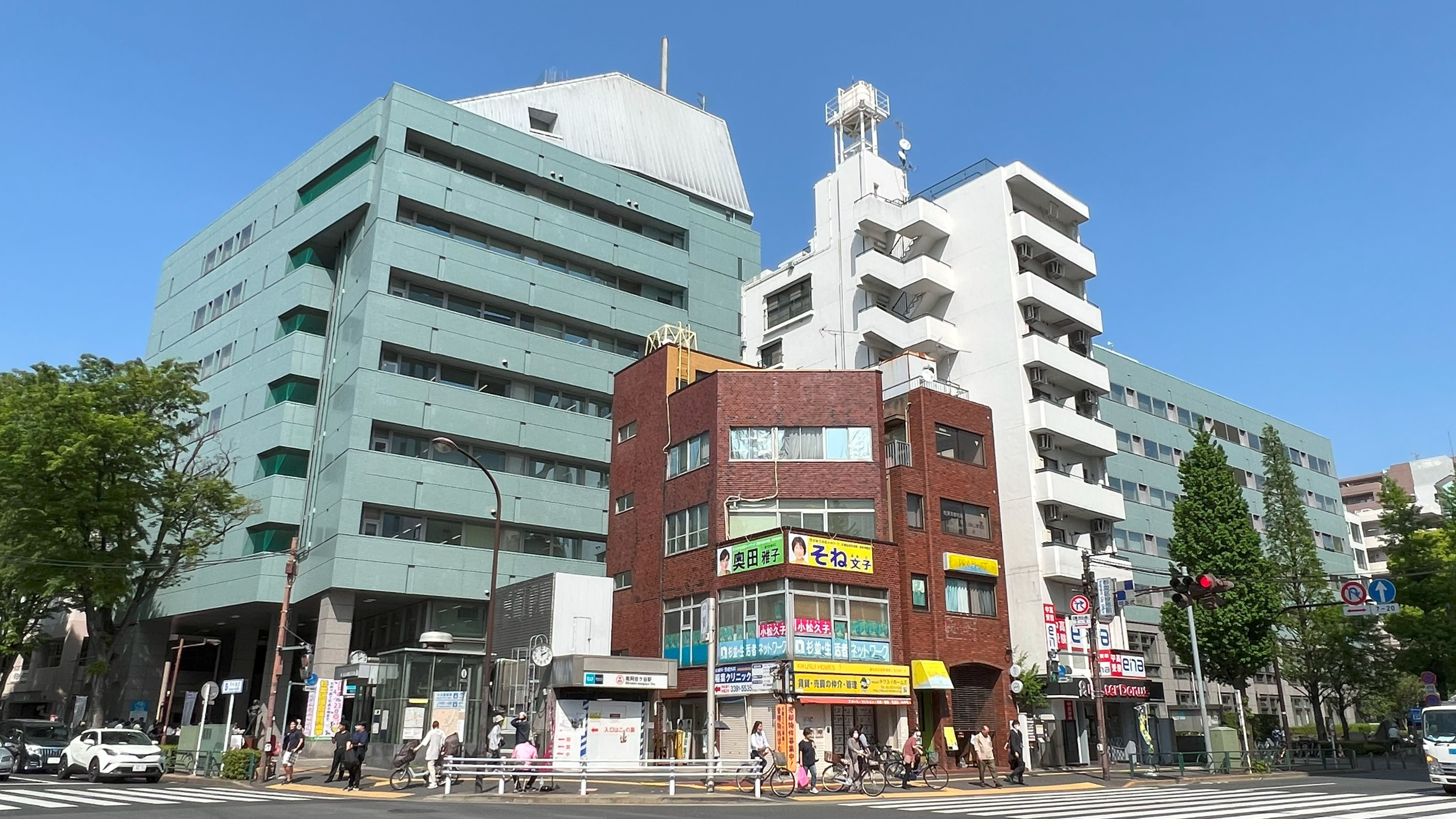
庁舎全景（手前の茶色と白のビルは別の施設）

杉並区役所（すぎなみくやくしょ）は、特別地方公共団体（特別区）である杉並区の組織が入る施設（役所）である。

## 所在地
- 〒166-8570 東京都杉並区阿佐谷南一丁目15番1号

## アクセス
鉄道
- JR中央本線
  - 阿佐ケ谷駅南口より徒歩7分 (土日は各駅停車のみ停車)
- 東京メトロ丸ノ内線
  - 南阿佐ケ谷駅より徒歩1分

## 土日開庁
2008年9月より土曜日･日曜日も開庁、各種証明書の発行をはじめとして100以上の業務を行うサービスを始めた。

## その他
2013年のテレビアニメーション『サーバント×サービス』のオープニング映像に、同区役所の内装が全面的に使用されている。